# Bembo (lettertype)
Bembo is de naam van een oud lettertype met schreef. Het is gebaseerd op een door Francesco Griffo gesneden lettertype dat voor het eerst werd gedrukt in februari 1495.

## Geschiedenis van de letter
Francesco Griffo werkte in de Venetiaanse drukkerij van Aldus Manutius, een bekend drukker van humanistische werken. Het lettertype werd voor het eerst gebruikt in het boek getiteld Petri Bembi de Aetna ad Angelum Chabrielem liber, een korte tekst over een reis naar de berg Aetna, geschreven door de jonge Italiaanse humanist en dichter Pietro Bembo, de latere kardinaal, die de secretaris werd van Paus Leo-X. Het lettertype diende als inspiratiebron voor lettertypen van de Parijse uitgever Claude Garamond die collectief worden aangeduid met Garamond. Het tegenwoordige lettertype Bembo is ontworpen door Stanley Morison voor de Monotype Corporation in 1929.
Griffo was de eerste stempelsnijder die een alternatief bood aan de humanisten voor de door hen verworpen gotische letters. De Bembo is geïnspireerd op manuscripten en literaire teksten uit de klassieke oudheid. Het lettertype Bembo heeft een sterk kalligrafisch karakter.

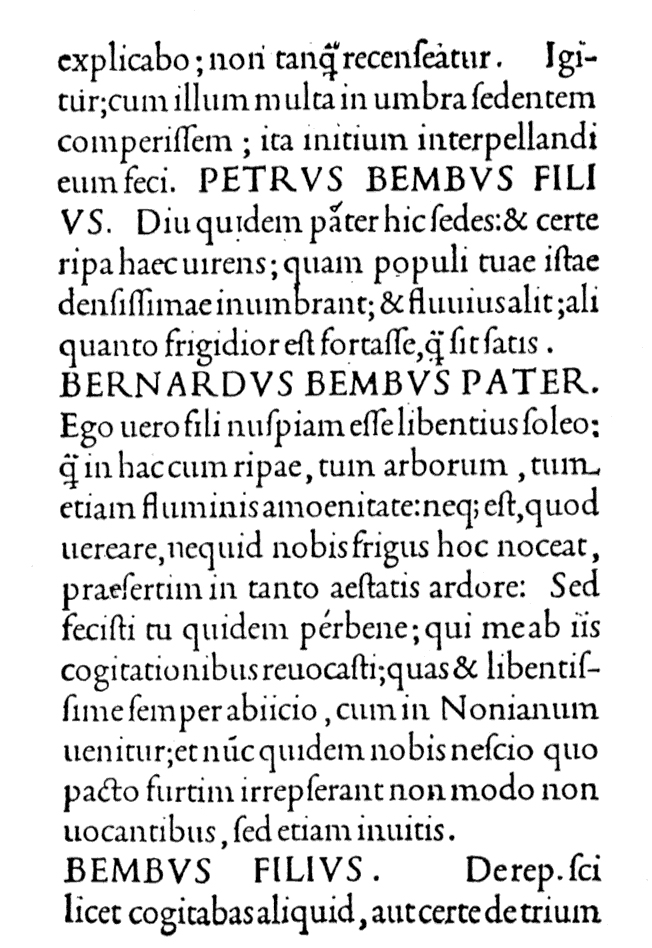
Pagina uit De Aetna

Het belangrijkste kenmerk dat het lettertype van Griffo onderscheidt van vroegere Venetiaanse lettertypen, is de manier waarop de stokken van de kleine letters boven de hoofdletter uitsteken.
Verdere kenmerken van dit lettertype zijn:
- weinig verschil in de dikke en dunne delen van de letter;
- een kleine x-hoogte;
- de stokken zijn hoger dan de kapitalen of hoofdletters;
- korte afgeronde schreven;
- schreven onder een hoek aan de onderkast-letters.

## Verwante letters
Een tweede romein volgde in 1499, deels gebaseerd op het eerste ontwerp. Aldus gebruikte dit lettertype voor Hypnerotomachia Poliphili (1499), dat vaak wordt aangehaald als het mooiste geïllustreerde boek dat in de vijftiende eeuw werd gedrukt. Later vormde deze letter het uitgangspunt voor lettersnijders als Garamond, Voskens en vele anderen, en werd uitgebracht door Monotype als: Caslon Old face.

## Monotype geschiedenis
Stanley Morison gaf in 1929 opdracht aan Alfred Fairbank (geb: Grimsby, UK, 1895, overl. Hove, Sussex, 1982) om een cursief te ontwerpen voor de Bembo. Fairbank baseerde zich op het werk van de zestiende-eeuwse meester Ludovico degli Arrighi. Het werd een smalle cursief, die vrijwel rechtop staat. Monotype vond dit ontwerp niet goed harmoniëren en er werd een meer traditionele cursief ontworpen voor het gebruik op de zetselgietmachine.
Fairbanks ontwerp werd later als Bembo Condensed Italic onder nummer 294 uitgebracht, en was slechts in 4 groottes verkrijgbaar.

## Beschikbare matrijzen Monotype Engeland

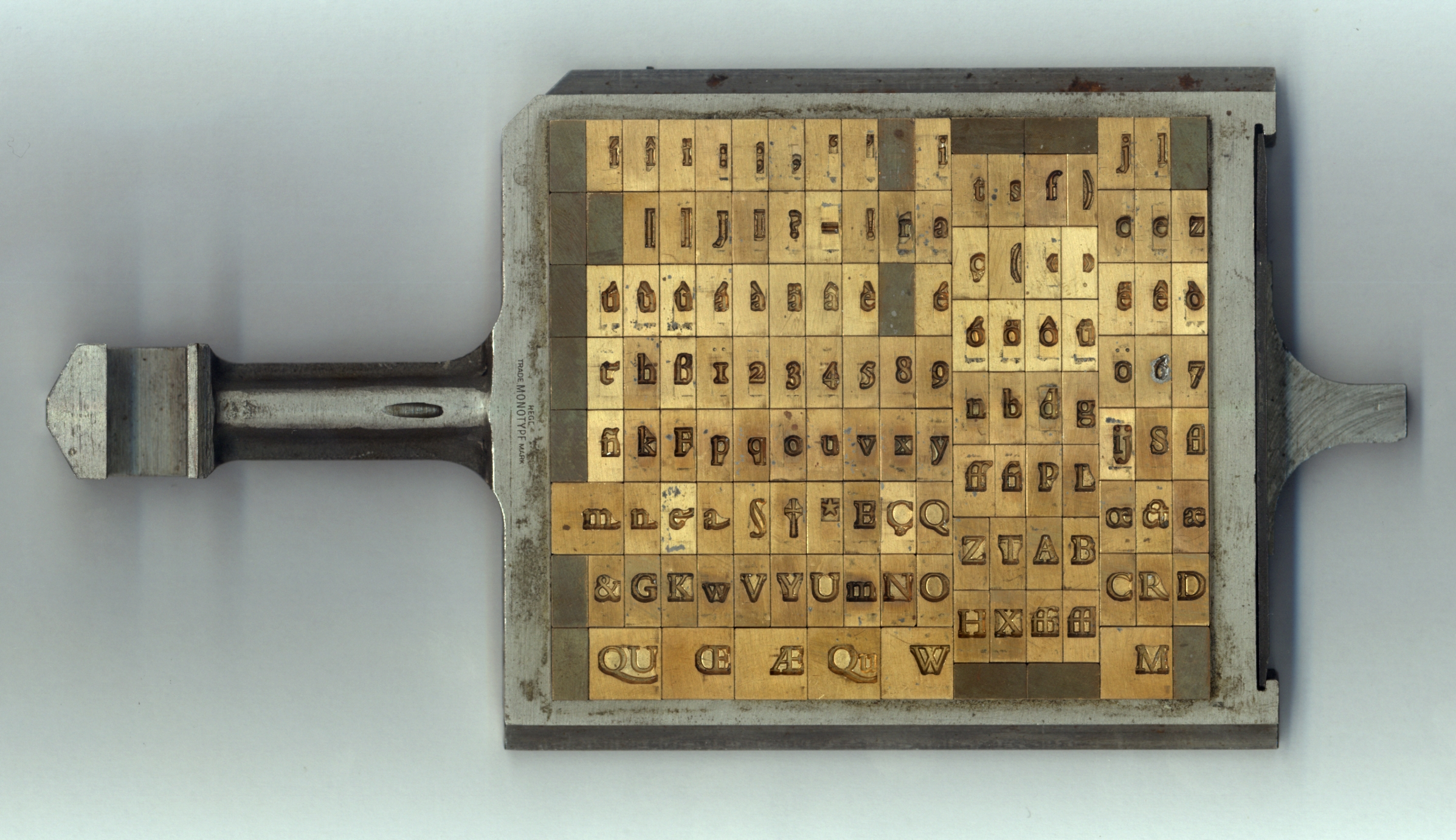
Groot zetsel matrijzenraam met Bembo-matrijzen, 270-16 romein gereed voor gebruik met standaard S5-wig 13.75 set

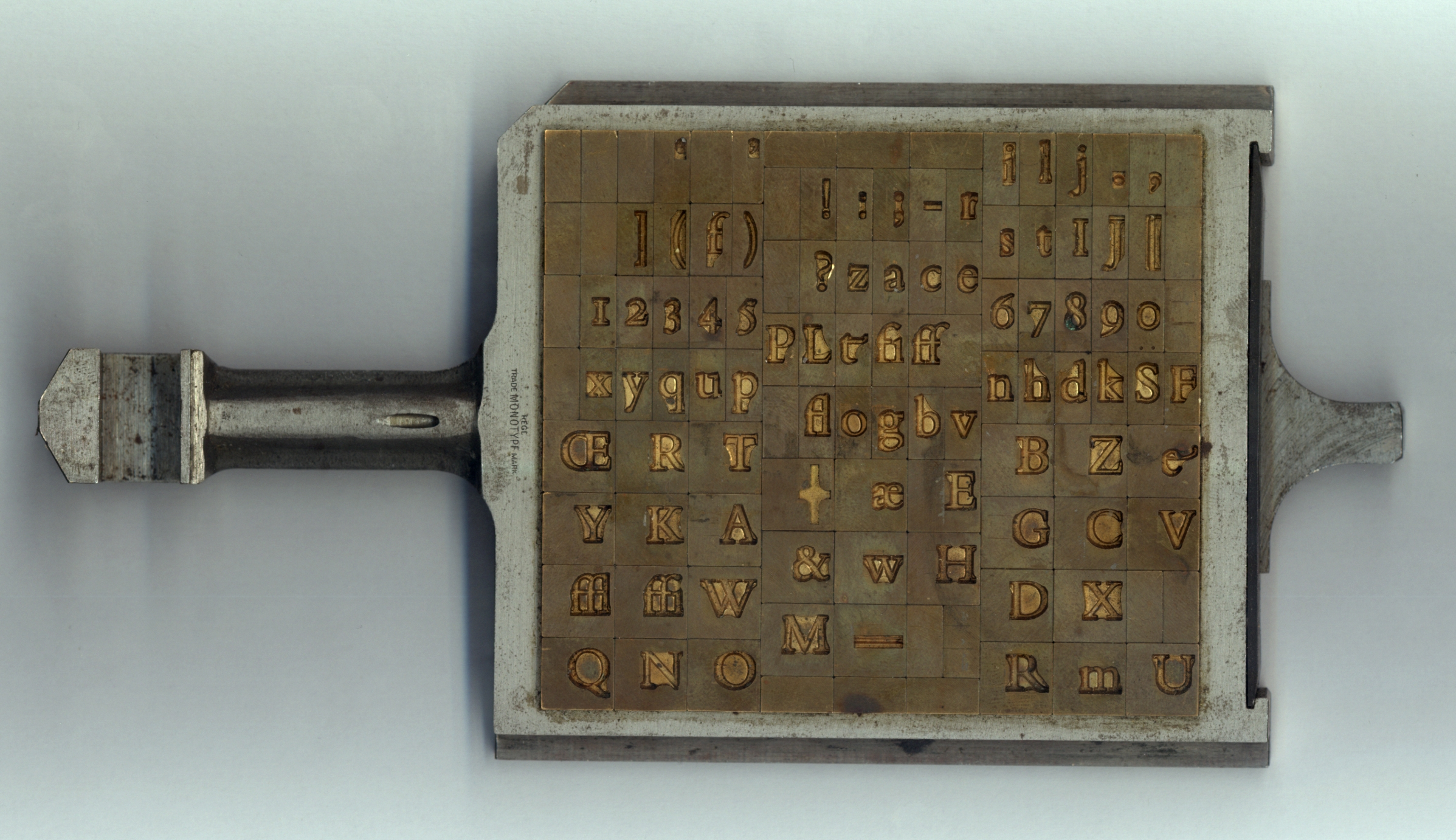
Groot zelsel matrijzen-raam met Bembo-matrijzen, 270-24 romein, 19.5 set

- 270, Bembo romein/cursief, Unit-Arrangement 91

voor gieten in zetsel-verband
6 pt (6D) 6,75 set Line M-1237, U.A. 91, short descenders, long descenders
8 pt (7D) 7.5 set, line M-1243
9 pt (8D) 8.25 set, line M-1243
10 pt (9D) 8.5 set line M-1292
10.5 pt, (10D) 9 set, line M-1312
11 pt (10D) 9.5 set, line M-1322
12 pt (12D) 10.25 set Line M-1352
13 pt (12D) 11 set, line M-1378
14 pt (14D) 11.5 set, line M-1444
16 pt (16D) 13.5 set, line T-1559, large composition, U.A. 163
18 pt (16D) 14.5 set, line T-1725, large composition, U.A. 169
24 pt (16D) 19.5 set, line T-2302, large composition, U.A. 169
voor gieten op de "Super Caster"
14 pt, display, line T-1344
16 pt, display, line T-1559
18 pt, display, line T-1725
22 pt, display, line T-2104
24 pt, display, line T-2302
30 pt, display, line T-2824
36 pt, display, line T-3444
42 pt, display, line T-4023
48 pt, display, line T-4648
60 pt, display, line T-5821
72 pt, display, line T-6980
- 370, Bembo Titling[2]

24 pt, display, line T-2942
30 pt, display, line T-3614
36 pt, display, line T-4436
42 pt, display, line T-5196
- 428, Bembo Bold romein U.A. 368, cursief U.A. 444[3]

voor gieten in zelsel-verband
6 pt (6D) 6,75 set Line M-1237,
8 pt (7D) 7.5 set, line M-1243
9 pt (8D) 8.25 set, line M-1243
10 pt (9D) 8.5 set line M-1292
10.5 pt, (10D) 9 set, line M-1312
11 pt (10D) 9.5 set, line M-1322
12 pt (12D) 10.25 set Line M-1352
13 pt (12D) 11 set, line M-1378
14 pt (14D) 11.5 set, line M-1444
16 pt (16D) 13.5 set, line T-1559, large composition, U.A. 399 en 489
18 pt (16D) 14.5 set, line T-1725, large composition, U.A. 399 en 489
voor gieten op de "Super Caster" of Supra
14 pt, display, line T-1344
16 pt, display, line T-1559
18 pt, display, line T-1725
22 pt, display, line T-2104
24 pt, display, line T-2302
30 pt, display, line T-2824
36 pt, display, line T-3444
42 pt, display, line T-4023
48 pt, display, line T-4648
60 pt, display, line T-5821
72 pt, display, line T-6980
- 294, Bembo Condensed Italic, U.A. 360

10 pt (10D), 8.5 set, line M-1292
12 pt (12D), 10.25 set, line M-1353
13 pt (12D), 11 set, line M 1378
16 pt (16D), 13.5 set, line T-1559